# Agilaus pectoralis
Agilaus pectoralis là một loài bọ cánh cứng trong họ Rhynchitidae. Loài này được Voss miêu tả khoa học năm 1923.